# This Conversation Seems Like a Dream
This Conversation Seems Like a Dream è il primo album da solista dell'artista statunitense Kip Winger, pubblicato il 4 marzo 1997.

## Tracce
1. A Kiss of Life – 4:23 (Kip Winger, Noble Kime)
2. Monster – 5:47 (K. Winger)
3. Endless Circles – 5:31 (K. Winger, Joel Tippie)
4. Angel of the Underground – 5:37 (K. Winger, Andy Timmons, Kime)
5. Steam – 3:58 (K. Winger, Paul Winger)
6. I'll Be Down – 4:33 (K. Winger, Kime)
7. Naked Son – 3:56 (K. Winger)
8. Daniel – 4:18 (K. Winger)
9. How Far Will We Go? – 4:55 (K. Winger)
10. Don't Let Go – 4:44 (K. Winger)
11. Here – 5:19 (K. Winger)

## Formazione
- Kip Winger – voce, chitarre, basso, tastiere, effetti sonori, mandolino
- Andy Timmons – chitarre
- Marc Sculman – chitarre
- Rich Kern – chitarre
- Rod Morgenstein – batteria
- Robby Rothschild – percussioni
- Mark Clark – percussioni
- Alan Pasqua – piano
- Noble Kime – piano
- Greta Rose – cori
- Beatrice Winger – cori
- Paul Winger – cori
- Nate Winger – cori
- Pete Cotutsca – effetti sonori
- Jordan Rudess – voce in I'll Be Down
- Jonathan Arthur – flauto
- Chris Botti – tromba
- Adam Gonzalez – violoncello
- David Felberg – violino, viola
- Willy Sucre – strumenti a corda
- Jonathan Amerding – strumenti a corda